# Kalabovité

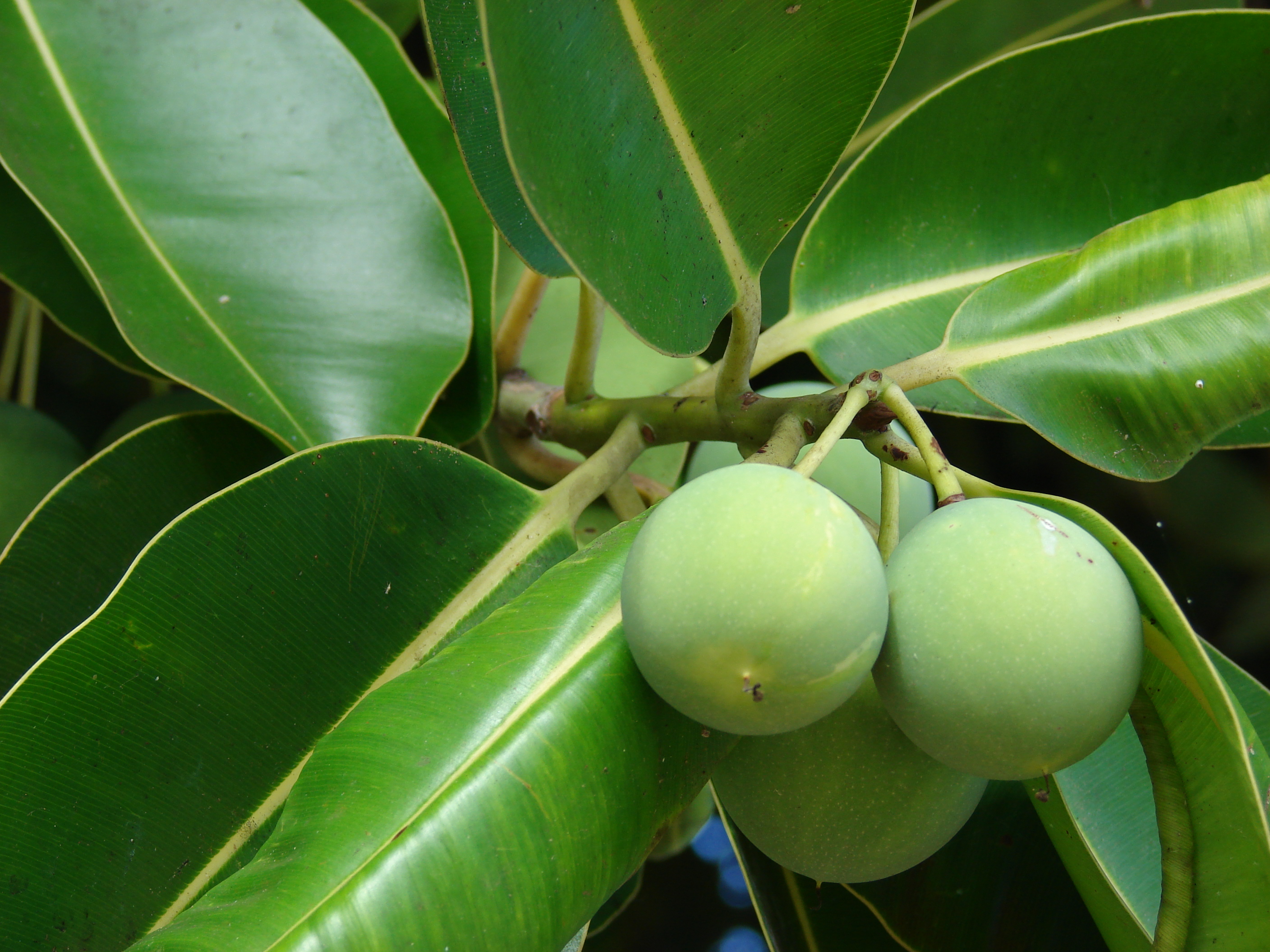
Calophyllum inophyllum

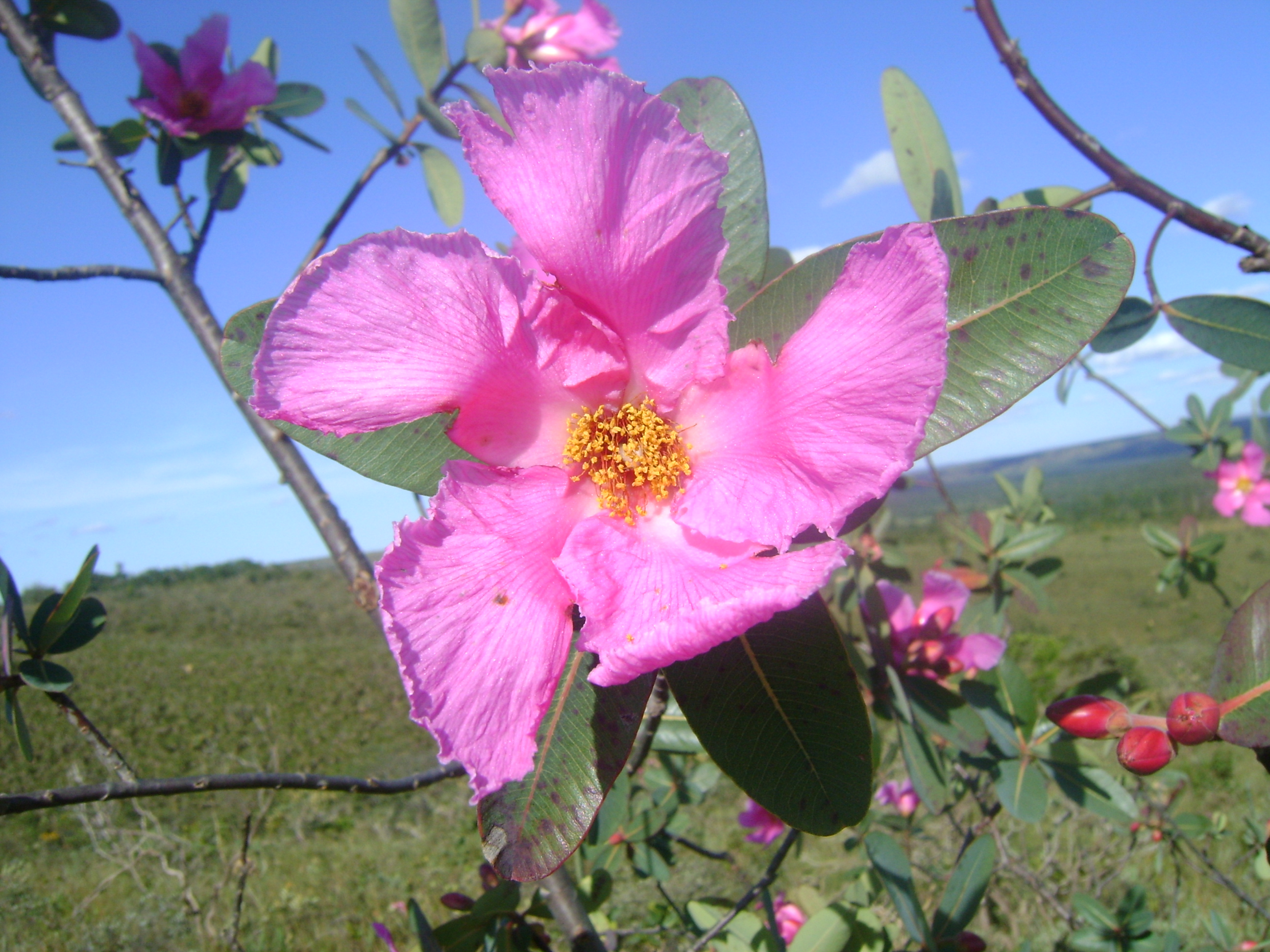
Kielmeyera rubriflora

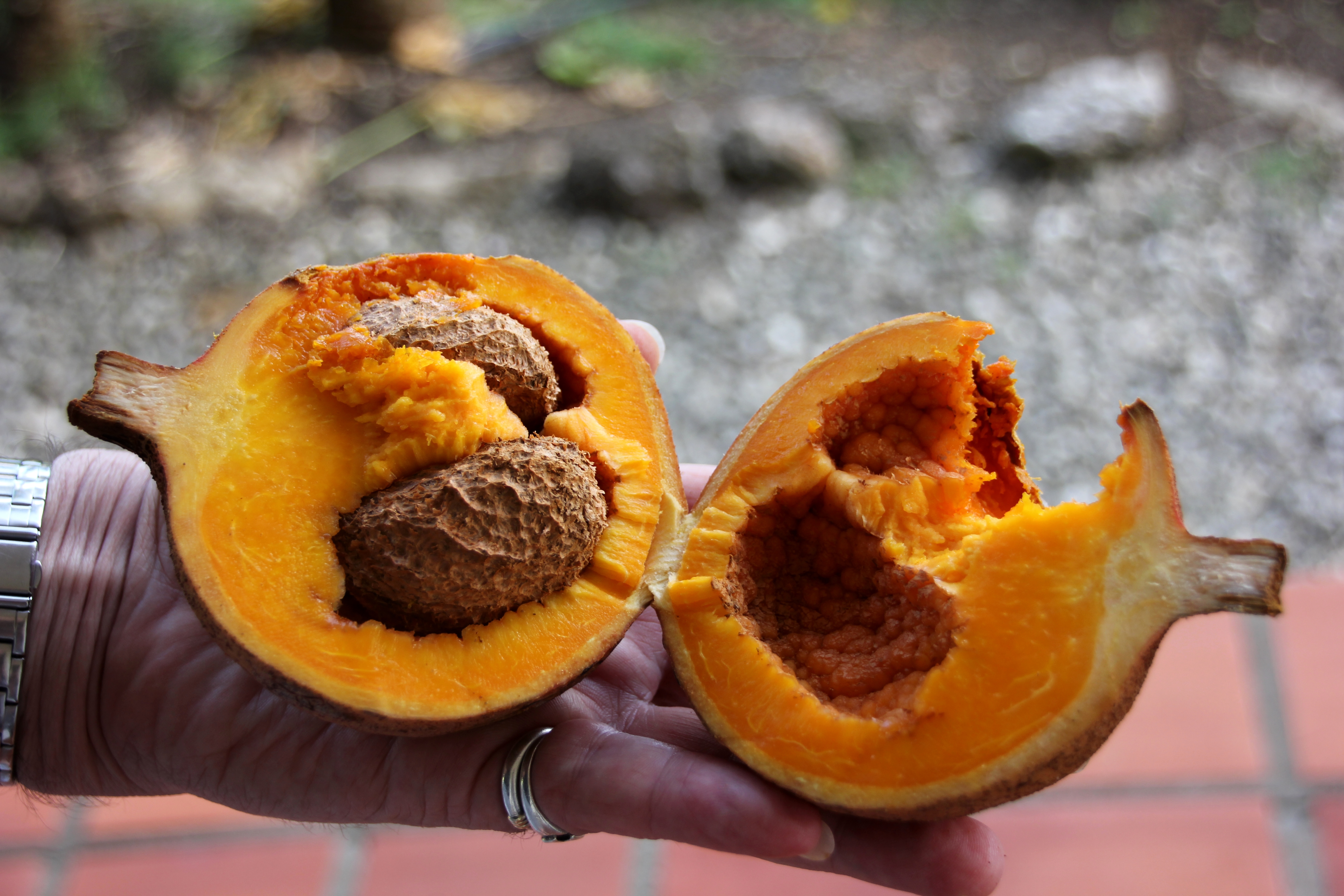
Mammea americana

Kalabovité (Calophyllaceae) je čeleď vyšších dvouděložných rostlin z řádu malpígiotvaré (Malpighiales). Jsou to dřeviny s jednoduchými, vstřícnými nebo střídavými listy se zpeřenou žilnatinou. Květy jsou čtyř nebo pětičetné, s mnoha tyčinkami. Čeleď zahrnuje asi 460 druhů ve 14 rodech a je rozšířena v tropech celého světa. Některé druhy poskytují jedlé plody nebo jsou těženy pro dřevo.
Kalabovité jsou nová čeleď, který byla v roce 2009 na základě výsledků molekulárních výzkumů vyčleněna z čeledi klusiovité.

## Popis
Keře a stromy se vstřícnými nebo střídavými jednoduchými listy bez palistů. Listy jsou celokrajné, se zpeřenou žilnatinou, často s prosvítavými tečkami nebo kanálky. Kmeny při poranění obvykle roní latex. Květy jsou většinou pravidelné, čtyř nebo pětičetné. Tyčinek je mnoho, nejsou uspořádány ve svazečcích. Semeník je svrchní, srostlý nejčastěji ze 2 až 5 plodolistů (1 plodolist u rodu Calophyllum). Plodem je jedno až mnohosemenná bobule nebo peckovice.

## Rozšíření
Čeleď zahrnuje asi 460 druhů ve 14 rodech a je rozšířena v tropech celého světa. Největším rodem je pantropický rod kalaba (Calophyllum), zahrnující
asi 190 druhů.

## Taxonomie
Čeleď Calophyllaceae se poprvé objevuje v systému APG III z roku 2009. V předchozích systémech byly rody této čeledi součástí čeledi klusiovité (Clusiaceae), některé rody se střídavými listy byly nezřídka řazeny do čeledi čajovníkovité (Theaceae).
Taxonomické poměry kolem čeledi klusiovité (Clusiaceae) a příbuzných čeledí prošly s nástupem molekulárních metod celou sérií změn.
V roce 2009 bylo zjištěno, že čeleď klusiovité (Clusiaceae), od níž byla již v systému APG I oddělena čeleď třezalkovité (Hypericaceae), je stále parafyletická. Část rodů byla proto přesunuta do nově ustanovené čeledi Calophyllaceae.
Podle kladogramů APG je sesterskou větví Calophyllaceae dvojice čeledí třezalkovité (Hypericaceae) a nohonitcovité (Podostemaceae).

## Zástupci
- kalaba (Calophyllum)
- mamej (Mammea)
- mesua (Mesua)
- nahoulek (Kielmeyera)[2][3]

## Význam
Lehké a pevné dřevo jihoamerického stromu Calophyllum brasiliense je ceněno a používáno např. na stěžně lodí, výrobu dlabaných kánoí, stavbu domů a pod. Dřevo asijského druhu Calophyllum kajewskii, vyvážené především z Malajsie, je obchodováno pod názvem bintangor.
Listy, olej ze semen a latex některých druhů rodu Calophyllum  jsou používány v etnomedicíně. Látka zvaná kalanolid A, izolovaná ze stromu Calophyllum lanigerum, je používána proti viru HIV.
Plody karibského stromu Mammea americana poskytují méně známé tropické ovoce.

## Seznam rodů
Agasthiyamalaia,
Astrotheca,
Calophyllum,
Caraipa,
Clusiella,
Endodesmia,
Haploclathra,
Kielmeyera,
Lebrunia,
Mahurea,
Mammea,
Marila,
Mesua,
Neotatea,
Nouhuysia,
Poeciloneuron